# Olympische Jugend-Sommerspiele 2010/Teilnehmer (Bahamas)
| Gelbes Symbol für Goldmedaillen mit stilisierten Olympischen Ringen | Graues Symbol für Silbermedaillen mit stilisierten Olympischen Ringen | Braundes Symbol für Bronzemedaillen mit stilisierten Olympischen Ringen |
| ------------------------------------------------------------------- | --------------------------------------------------------------------- | ----------------------------------------------------------------------- |
| —                                                                   | 1                                                                     | —                                                                       |

Die Jugend-Olympiamannschaft der Bahamas für die I. Olympischen Jugend-Sommerspiele vom 14. bis 26. August 2010 in Singapur bestand aus elf Athleten.

## Medaillengewinner
Mit einer gewonnenen Silbermedaille belegte das Team der Bahamas Platz 75 im Medaillenspiegel.
Die mit dem Team Amerika im Staffellauf gewonnene Goldmedaille floss nicht in die offizielle Wertung ein.

### Silber
- TyNia Gaither, Leichtathletik: 200 Meter

## Athleten nach Sportarten

### Judo
Mädchen
- Cynthia Rahming
Klasse bis 44 kg: 7. Platz
Mixed: 5. Platz (im Team Hamilton)

### Leichtathletik
| Mädchen - Marva Etienne 100 m: DNS (Finale) - TyNia Gaither 200 m: Silber Staffellauf: Gold (im Team Amerika) - Rashan Brown 400 m: 4. Platz Staffellauf: Gold (im Team Amerika) - Raquel Williams Kugelstoßen: 15. Platz | Jungen - Julian Munroe 100 m: 15. Platz - Stephen Newbold 400 m Hürden: 9. Platz - Ryan Ingraham Hochsprung: 9. Platz - Latario Collie-Minns Dreisprung: 9. Platz |

### Schwimmen
| Mädchen - Bria Deveaux 50 m Freistil: 26. Platz 50 m Schmetterling: 12. Platz | Jungen - Armando Moss 50 m Freistil: 34. Platz 100 m Freistil: 42. Platz |